# Sint-Joris-Winge
Sint-Joris-Winge is een dorp in de Belgische provincie Vlaams-Brabant, en een deelgemeente van de gemeente Tielt-Winge. Het was een zelfstandige gemeente tot het bij de fusie van 1977 toegevoegd werd aan de nieuwe fusiegemeente Tielt-Winge.

## Ligging
Sint-Joris-Winge ligt in het Hageland aan het kruispunt van de weg van Leuven naar Diest met de weg van Tienen naar Aarschot. Door zijn ligging heeft Sint-Joris-Winge zich ontwikkeld van een landbouwdorp tot een landelijk woondorp. In het westen van de deelgemeente, aan het kruispunt van de oude wegen tussen Leuven, Diest en Halen, ligt het gehucht Gempe. De Winge, een zijrivier van de Demer, vormt een deel van de westgrens van de deelgemeente.

## De oorlog
Aan het einde van de Tweede Wereldoorlog trok de Prinses Irene Brigade via Sint-Joris-Winge naar Beringen. Vlak voor Sint-Joris-Winge liep de Brigade op 6 september 1944 op een Duitse hinderlaag. Een Tigertank nam de eerste verkenningswagen onder vuur, waarbij Henk de Groot dodelijk werd getroffen. Later werd de Brigade beschoten, waarbij motorrijder Anthoon Bonte en Anton Bijlsma zwaar getroffen werden. Zij zijn enkele uren later aan hun verwondingen overleden.
Op 30 mei 2009 werd door generaal Hemmes en burgemeester Desaever-Cleuren een plaquette te hunner nagedachtenis onthuld. De plaquette werd ontworpen door Richard van de Velde.

## Demografische ontwikkeling
- Bronnen:NIS, Opm:1831 tot en met 1970=volkstellingen; 1976 = inwoneraantal op 31 december

## Winkelcentrum
Het dorp is vooral bekend omwille van het commerciële winkelcentrum Het Gouden Kruispunt, gelegen aan het kruispunt van de N223 en de N2 in Sint-Joris-Winge, een deelgemeente van Tielt-Winge. Het winkelcentrum groepeert 59 handelszaken op een oppervlakte van 15 hectare. De eerste zaak opende op 31 mei 1986. Een gedeelte van de bedrijven is zonevreemd aangelegd. Op de maandagen in de lente en zomer wanneer de meeste handelszaken een sluitingsdag hebben, wordt een rommelmarkt op de parking ingericht. Om de drukte van het kruispunt ingevolge het winkelcentrum op te vangen werd het kruispunt heraangelegd als rotonde.

## Bezienswaardigheden
- De classicistische Sint-Joriskerk uit de tweede helft van de 18de eeuw. De zijbeuken zijn neoclassicistisch en zijn van latere datum. Het kerkorgel werd in 1982 beschermd als monument.
- De voormalige pastorie dateert uit 1753. De pastorie heeft een voortuin en is omheind met een hoge muur met poort.
- Het kasteel dateert uit 1648 en is gebouwd in renaissancestijl. Rond 1830 werd het kasteel verbouwd en gerestaureerd en werd het park aangelegd. In 1962 werd het kasteel met het park beschermd als landschap.
- In het gehucht Gempe, aan de Winge, ligt de Gempemolen die in 1944 beschermd werd als monument. Ook de afspanning De Drie Haringhe in hetzelfde gehucht werd in 1975 beschermd.

## Natuur
- Het noorden van de deelgemeente wordt volledig ingenomen door het Walenbos waarvan een groot deel natuurreservaat is en in 1981 beschermd werd als landschap.

## Galerij

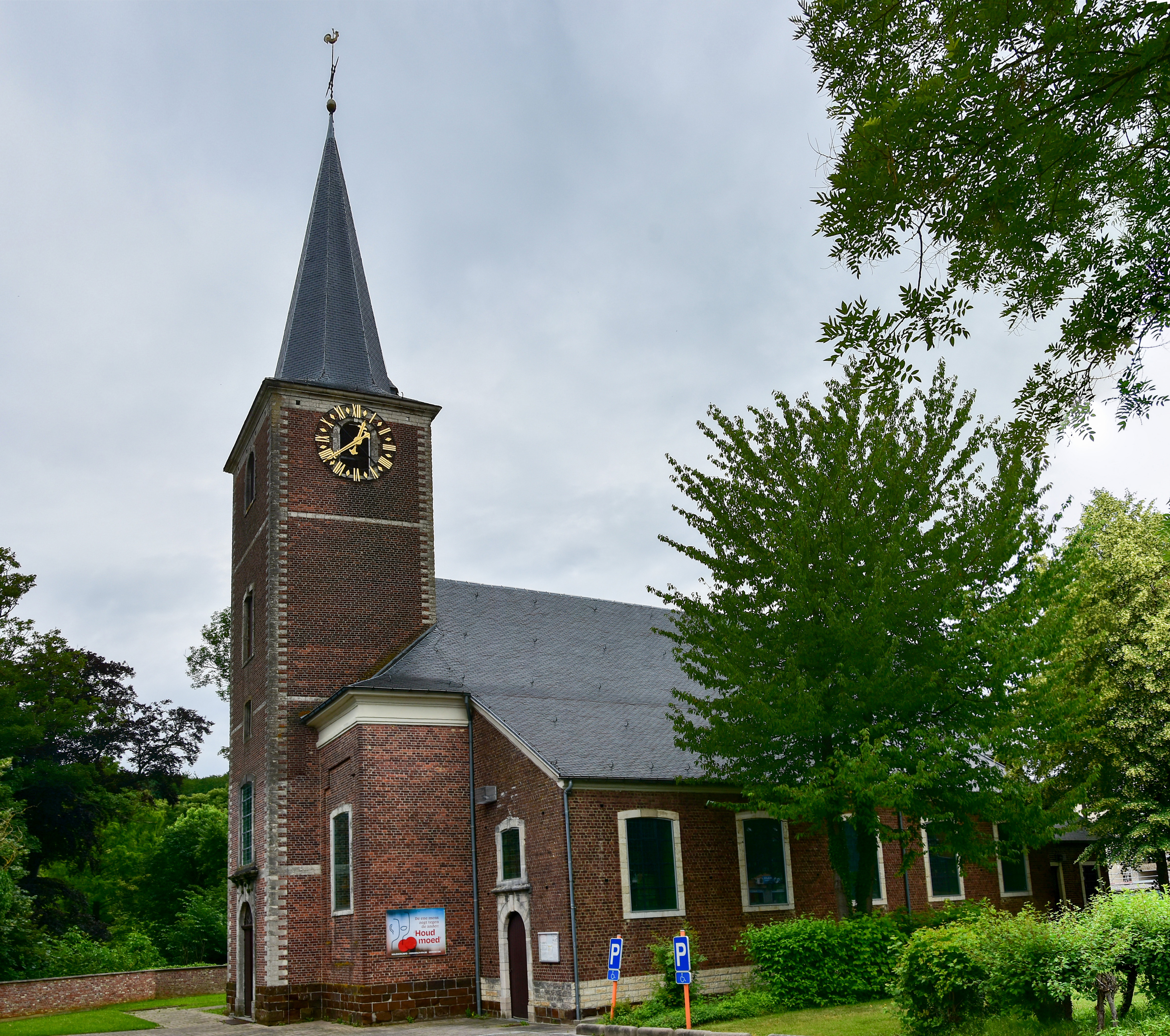
Sint-Joriskerk
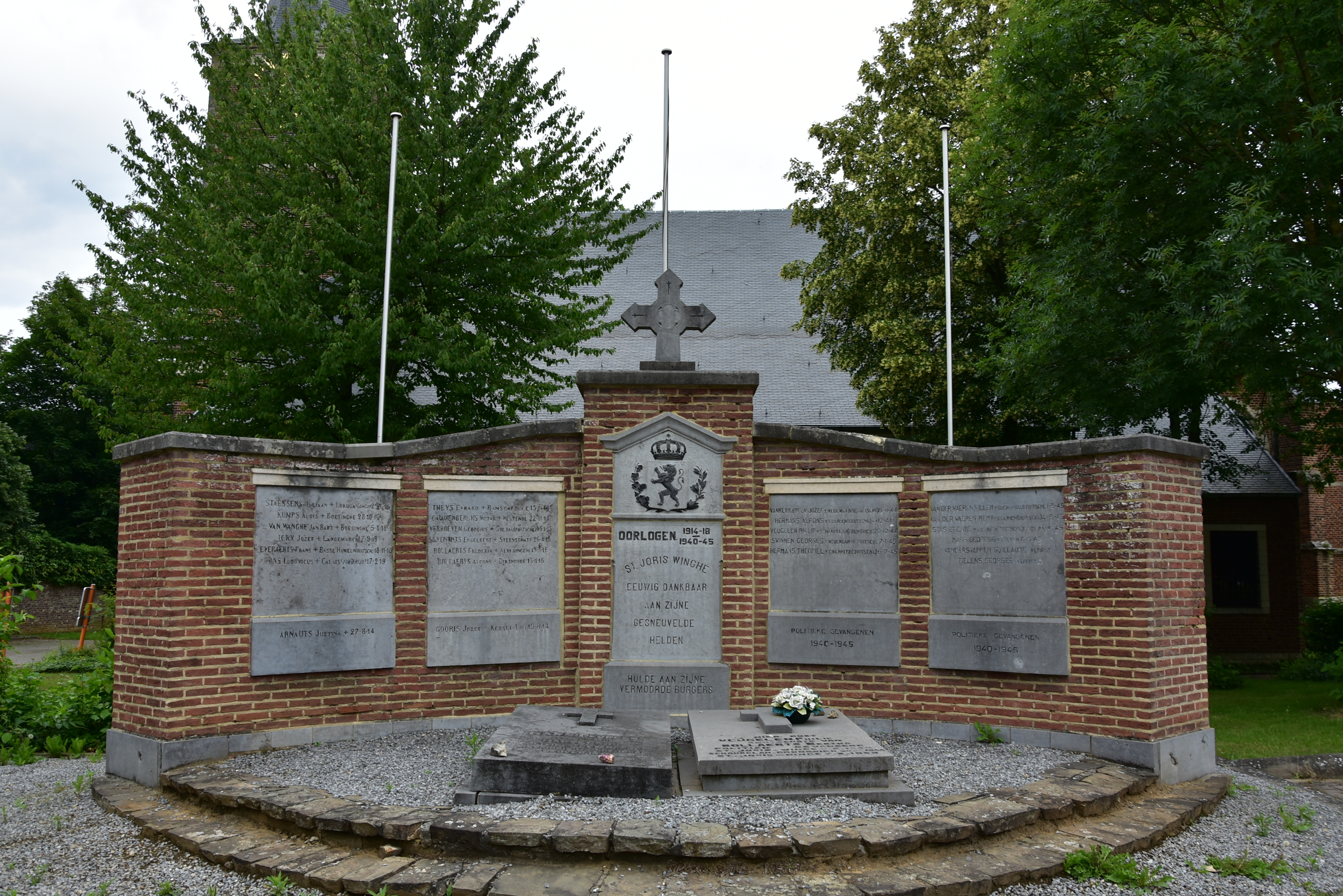
Oorlogsmonument